# Jacob Constantin Fock
Jacob Constantin Fock, född 2 mars 1724, död 7 juni 1803, var en svensk landshövding.

## Bana
Fock blev sergeant vid artilleriet 1739, interimsfänrik vid Bergsregementet 7 januari 1743 och erhöll avsked 20 november 1745.
Han blev vice landshövding i Skaraborgs län i ett år 13 februari 1778.
Fock var ledamot av Patriotiska sällskapet 1779. I augusti 1782 blev han åter vice landshövding, vilket han även var i två månader från 25 juli 1783.

## Utmärkelser
Fock erhöll löjtnants namn, heder och värdighet 20 november 1745 i samband med sitt avsked från Bergsregementet och majors namn heder och värdighet 1760. Den 20 november 1786 erhöll han landshövdings namn, heder och värdighet.
Han blev riddare av Svärdsorden 28 april 1770.

## Friherre
Fock upphöjdes till friherre 27 december 1778.

## Familj
Jacob Constantin Fock var son till översten och kommendanten på Varbergs fästning Henrik Johan Fock och dess tredje fru Christina Uggla, dotter till ryttmästaren Jakob Uggla.
Han gifte sig med Catharina Magdalena Hård, dotter till överstelöjtnanten Johan Adolf Hård af Segerstad och Catharina Silfversparre.